# Borghetto d'Arroscia
Borghetto d'Arroscia é uma comuna italiana da região da Ligúria, província de Impéria, com cerca de 493 habitantes. Estende-se por uma área de 25 km², tendo uma densidade populacional de 20 hab/km². Faz fronteira com Aquila di Arroscia, Caprauna (CN), Casanova Lerrone (SV), Pieve di Teco, Ranzo, Vessalico.

## Demografia
| Variação demográfica do município entre 1861 e 2011                               |
|                                                                                   |
| Fonte: Istituto Nazionale di Statistica (ISTAT) - Elaboração gráfica da Wikipedia |